# Чунг Хјон
Чунг Хјон (кореј. 정현; рођен 19. маја 1996. у Сеулу) је јужнокорејски тенисер.

## Каријера
На АТП листи остварио је најбољи пласман 2. априла 2018. када је био 19. тенисер света, а у дублу је био 187. на дан 11. априла 2016. године.
Највећи успех му је освајање АТП Финала следеће генерације одржаног у Милану. Титулу је изборио победом против руског тенисера Андреја Рубљова.
На гренд слемовима најбољи резултат му је полуфинале ОП Аустралије 2018. године.

## Остало
Чунг је изјавио да му је тениски узор српски тенисер Новак Ђоковић.

## АТП финале следеће генерације

### Појединачно: 1 (1:0)
| Исход    | Бр. | Датум              | Турнир          | Подлога   | Противник     | Резултат                     |
| -------- | --- | ------------------ | --------------- | --------- | ------------- | ---------------------------- |
| Победник | 1.  | 11. новембар 2017. | Милано, Италија | Тврда (д) | Андреј Рубљов | 3:4(5:7), 4:3(7:2), 4:2, 4:2 |